# 达德里 (印度)
达德里（Dadri），是印度北方邦Gautam Buddha Nagar县的一个城镇。总人口57457（2001年）。

## 人口
该地2001年总人口57457人，其中男性31014人，女性26443人；0—6岁人口10594人，其中男5743人，女4851人；识字率54.50%，其中男性为62.08%，女性为45.60%。